# Lodève
Lodève é uma comuna francesa na região administrativa da Occitânia, no departamento de Hérault. Estende-se por uma área de 23.17 km², e possui 7.459 habitantes, segundo o censo de 2018, com uma densidade de 320 hab/km².